# تیمو هیلدبراند
تیمو هیلدبراند (به آلمانی: Timo Hildebrand) بازیکن فوتبال و دروازه‌بان اهل آلمان است که از سال ۲۰۰۴ میلادی عضو تیم ملی فوتبال آلمان بوده‌است. وی در ۷ بازی ملی حضور داشته است و آخرین بازی ملی خود را در سال ۲۰۰۷ میلادی انجام داد. تیمو هیلدبراند در بازی‌های ملی‌اش گلی به ثمر نرساند.